# Europeiska scoutregionen (WOSM)

Europeiska scoutregionens medlemsländer; Andorra, som saknar scoutorganisationer, och länder utanför regionen, är gråmarkerade.

Den Europeiska scoutregionen  är ett regionskansli för World Organization of the Scout Movement (WOSM), med sin sätesort i Genève, Schweiz. Huvudkontoret har i sin tur två underavdelningar, dels ett kontor i Bryssel, som fokuserar mer på de externa relationerna och samverkan. Dels finns ett kontor i Belgrad, som har som uppgift att ge stöd åt de nationella scoutorganisationerna på Balkanhalvön. Den europeiska scoutregionen infattar drygt 40 nationella scoutorganisationer som alla är medlemmar av WOSM i väst- och centraleuropa, förutom de tidigare Sovjet-republikerna Armenien, Azerbajdzjan, Vitryssland, Georgien, Moldavien, Ryssland och Ukraina. Regionen innefattar dock Cypern trots att det tekniskt sett inte är att betrakta som en del av Europa.
Regionen är motpart till World Association of Girl Guides and Girl Scouts europeiska scoutregion. De europeiska regionerna har ett nära samarbete, båda hade under ett par år ett gemensamt kontor i Bryssel och publicerar varje månad nyhetsbrevet Eurofax.